# 행복한 날들
행복한 날들(幸福時光, 행복시광, Happy Time)은 중국에서 제작된 장예모 감독의 2000년 영화이다. 둥제 등이 주연으로 출연하였다.

## 출연

### 주연
- 둥제

### 조연
- 푸뱌오
- 이설건
- 뉴번
- 동립범

## 한국어 더빙 성우진(KBS, 2006년 7월 2일)
- 이호인 - 조씨 (자오번샨)
- 김지혜 - 오영 (동길)
- 임수아 - 뚱녀
- 전인배 - 소부
- 유만준
- 탁원제
- 유제상
- 김혜미
- 석원희
- 김대중
- 최하나

## 같이 보기
- 중국 영화